# راشد الهاجري
راشد الهاجري (مواليد 25 أبريل 1995) لاعب كرة قدم إماراتي يجيد اللعب في الهجوم .

## مسيرة اللاعب
لعب سابقاً لنادي الشعب والوصل و عجمان .

## روابط خارجية
- راشد الهاجري على موقع قاعدة بيانات كرة القدم.إي يو (الإنجليزية)
- راشد الهاجري على موقع Soccerway.com (الإنجليزية)